# كونسيويلو كالاهان
كونسيويلو كالاهان (بالإنجليزية: Consuelo María Callahan)‏ هي قاضية أمريكية، ولدت في 9 يونيو 1950 في بالو ألتو في الولايات المتحدة.

## وصلات خارجية
- كونسيويلو كالاهان على موقع إن إن دي بي (الإنجليزية)